# Варнайте, Регина
Регина Варнайте (лит. Regina Varnaitė; род. 19 мая 1927) — советская и литовская актриса театра, кино и телевидения, народная артистка Литовской ССР (1977).

## Биография
Регина Варнайте родилась в 1927 году в Укмерге. Её отец был сельским жителем, а мать - религиозной католичкой. Она выросла вместе со своим братом Эрикасом Варнасом, который был художником. В 1946 году она окончила гимназию имени А. Сметоны в Укмерге, сдала экзамены и была принята на учёбу в студию Каунасского драматического театра.
Варнайте появлялась в различных театральных постановках в трагедии, драме, комедии и в кинематографе. Она была замужем за актёром Витаутасом Эйдукайтисом до его смерти в 1989 году. У них было две дочери, Вита Эйдукайтите-Мартинавичене, танцовщица балета, и Аушра Эйдукайтете, художница.
За свои заслуги как художницы Варнайте получила звание Народной артистки Литовской ССР и Орден Великого князя Литовского Гядиминаса.
Почётный гражданин города Каунас (2012).